# Cichlasomatinae
La sottofamiglia Cichlasomatinae comprende 247 specie di pesci d'acqua dolce appartenenti alla grande famiglia Cichlidae.

## Generi
- Acaronia
- Amatitlania
- Aequidens
- Amphilophus
- Archocentrus
- Bujurquina
- Caquetaia
- Cichlasoma
- Cleithracara
- Guianacara
- Herichthys
- Heroina
- Heros
- Herotilapia
- Hoplarchus
- Hypselecara
- Hypsophrys
- Krobia
- Laetacara
- Mesonauta
- Nandopsis
- Nannacara
- Neetroplus
- Parachromis
- Paraneetroplus
- Petenia
- Pterophyllum
- Rocio
- Symphysodon
- Tahuantinsuyoa
- Theraps
- Thorichthys
- Tomocichla
- Uaru